# Lago Frome
El lago Frome (del inglés: 'Frome Lake') es un gran lago endorreico de Australia, localizado en la parte centroriental del estado de Australia del Sur, al este de la zona norte de la cordillera Flinders.

## Geografía

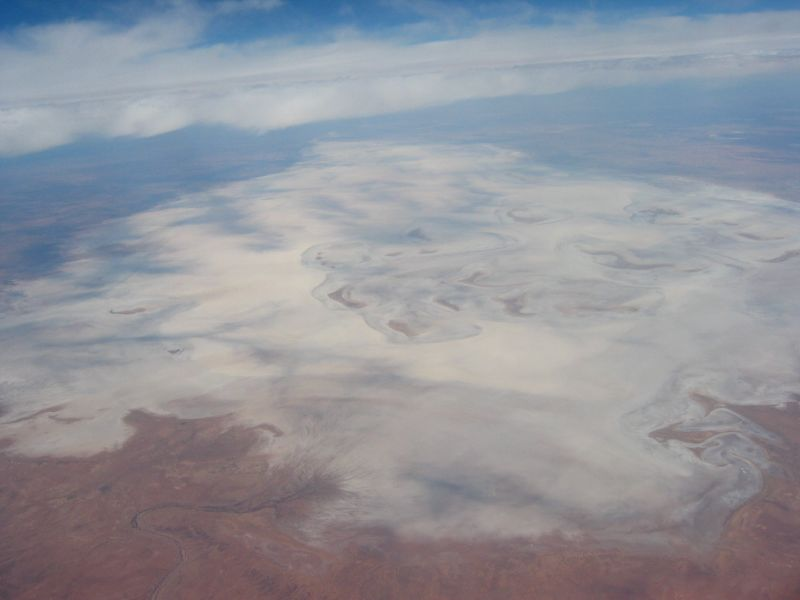
Vista aérea del lago seco, agosto de 2007

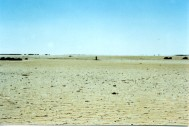
Vista del lago seco, marzo de 2007

El lago Frome es una gran extensión llana, desprovista de vegetación, de unos 100 km de largo y 40 km de ancho, en su gran mayoría se encuentra debajo del nivel del mar. Tiene una superficie de 2.596,15 km². Solo en forma esporádica se inunda con agua que escurrre desde arroyos y cañadones de la zona norte de la cordillera Flinders, al oeste, o excepcionales aportes desde el arroyo Strzelecki, por el norte.
El lago limita con el parque nacional Montes Vulkathunha-Gammon por el oeste y se encuentra próximo al lago Callabonna conectado por medio del arroyo Salt, en el norte, al desierto de Strzelecki, al este, y a las tierras de pastoreo de Frome Downs, al sur. La región, en general, registra una precipitación muy escasa y hay pocos asentamientos, siendo el más cercano la pequeña localidad de villa Arkaroola, a unos 40 km al noroeste de sus riberas. Existen dos yacimientos importantes de uranio cerca del lago Frome que son explotados mediante un proceso hidrometalúrgico de lixiviado in-situ: Beverley, que se encuentra al noroeste y Honeymoon, al sureste.
A causa de su «importancia en la geología local» el lago fue designado en 1991 como una Reserva Regional del Lago Frome (IUCN Categoría VI).
La única forma de acceso al lago Frome es una pista abrupta, para vehículos con tracción en las cuatro ruedas, que comienza a partir de la estación principal del parque nacional Montes Vulkathunha-Gammon en Balcanoona (Virlkundhunha), a unos 30 kilómetros al oeste. La ruta al lago atraviesa un terreno plano y pedregoso siguiendo el arroyo Balcanoona a través de la única área completamente protegida de una cuenca árida en Australia. Después de cruzar tanto el gasoducto Moomba-Adelaida como la cerca dingo, la pista pasa por encima de las bajas dunas arenosas antes de llegar a la orilla occidental del lago Frome. El área protegida a través de la que discurre esta pista de acceso está declarada como zona de uso cultural para la caza de los aborígenes adnyamathanha entre las 15:00 y las 5:00 a. m. (durante este período el acceso del público está prohibido).

## Historia
El lago Frome fue nombrado en honor de Edward Charles Frome, que exploró la zona en 1843.
El lago Frome forma parte de las historias locales de sueños contadas por los adnyamathanha, que explican cómo se originaron la geología y las especies de la región. Según esta historia de sueños, el lago Frome fue vaciado de sus aguas por la Serpiente Arco Iris Akurra cuando se aventuró aguas abajo por el arroyo Arkaroola (que desemboca en el lago Frome) para beber. Debido a la significación de su Tiempo del Sueño los adnyamathanha no se aventuran en la superficie del lago.